# 玛哈莉亚·杰克逊

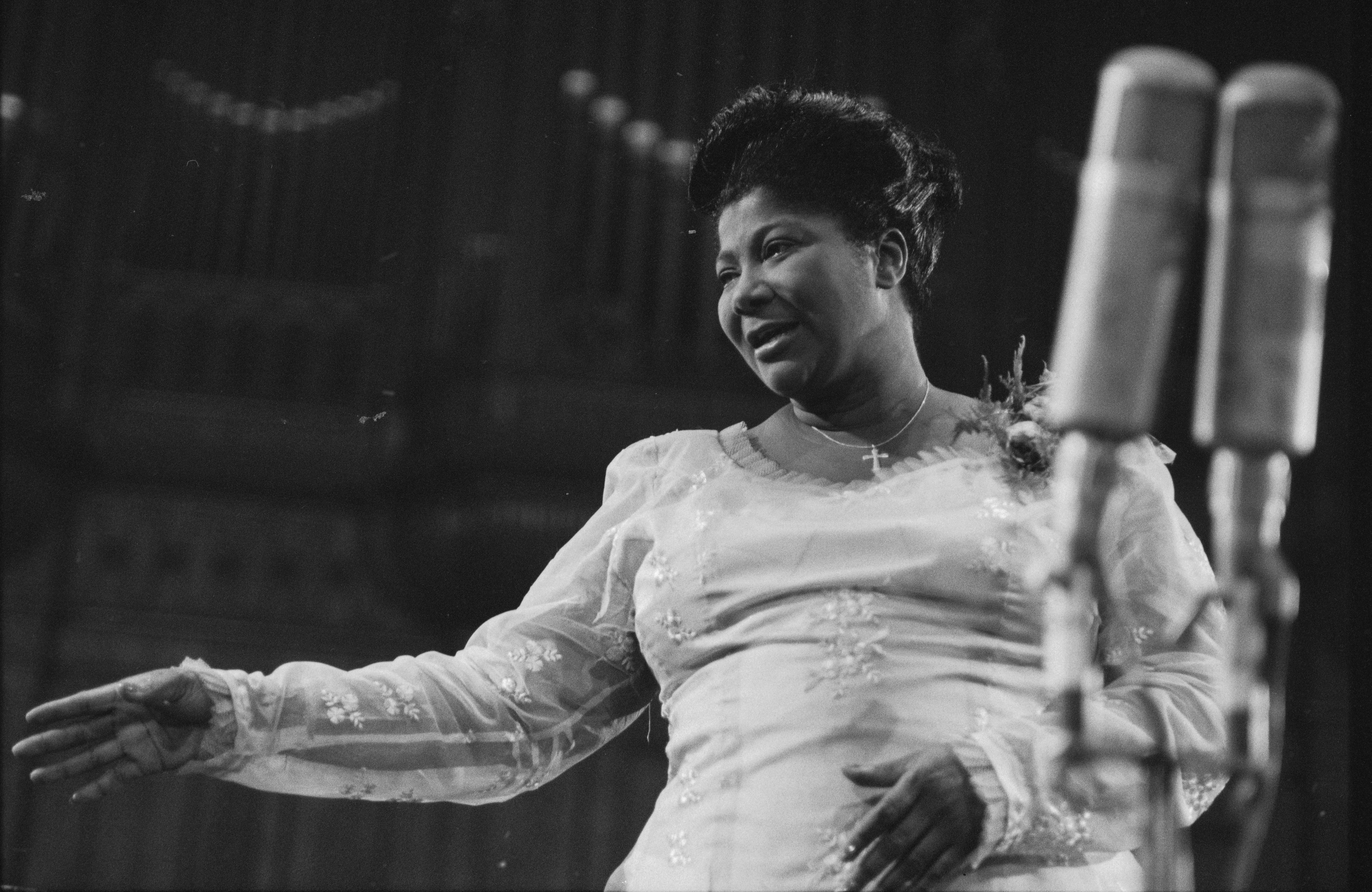
玛哈莉亚·杰克逊

玛哈利亚·杰克逊 (1911年10月26日 - 1972年1月27日) 是一位美国福音音乐歌手。
她是一位美國黑奴的孙女，她在新奥尔良出生。青少年时期，她搬到芝加哥，并加入當地的一個福音音樂团体。
1947年，杰克逊发行的专辑销量达 200 万张，并登上當時的告示牌榜單第二名。杰克逊的唱片吸引了美国和法国爵士乐迷的注意，她之後又成为第一位在欧洲巡回演出的福音音樂歌手。她還在1961年约翰·肯尼迪的就职舞会上演唱美國国歌。杰克逊支持非裔美國人民權運動以及马丁·路德·金，並为筹款活动演唱，她還参加了1963年的向华盛顿进军。
她曾獲得三项葛萊美獎并入選摇滚名人堂。